# هبة نيسان 1989
هبّة نيسان هي فترة من الاحتجاجات والمظاهرات الغاضبة التي شهدها الأردن في 15 أبريل/نيسان 1989 والأيام التي تلته أثناء شهر رمضان، حيث بدأت في مدينة معان جنوب البلاد وسرعان ما انتقلت إلى باقي المدن كالكرك والسلط وإربد، ومادبا نتيجة للظروف الاقتصادية السيئة التي كان كانت البلاد تعاني منها وانخفاض سعر صرف الدينار الأردني في نهاية حرب الخليج الأولى، بالإضافة إلى قرار الحكومة برفع الأسعار. ولكن هذه المظاهرات سرعان ماتطورت إلى المطالبة بالحريات العامة وإسقاط الحكومة وبقانون للأحزاب في البلاد بعد أن انتقلت إلى مرحلة الاشتباكات المسلحة مع رجال الأمن العام الذين قمعوا المتظاهرين وأصابوا الكثير منهم. أدت هذه المظاهرات إلى إقالة الحكومة الأردنية برئاسة زيد الرفاعي، وتكليف الملك الراحل الحسين بن طلال للأمير زيد بن شاكر بتشكيل حكومة جديدة. كما تم إجراء انتخابات برلمانية وتشريع العمل للأحزاب الأردنية وإلغاء قانون الطوارئ الذي كانت تعيشه البلاد منذ نكسة 1967. يرجع الكثير من المراقبين إلى أن هذه المظاهرات هي سبب إعادة الحريات العامة في البلاد وظهور الأحزاب إلى العلن بعد منعها لعقود.

## خلفية تاريخية
في الفترة ما بين مطلع السبعينات ومطلع الثمانينات شهد الاقتصاد الأردني «تحسّنًا» على إثر الطفرة النفطية، فقد زاد حجم الناتج المحلي خلال السنوات 1973-1982 بمعدل وسطي قدره 8.5 % سنويًا. بسبب كثافة المساعدات المالية العربية والأجنبية وازدياد حجم الاقتراض من الخارج والداخل إضافة إلى النمو السريع لتحويلات الأردنيين في الخارج وازدياد عائدات التصدير نتيجة توسع السوق المحلي والخارجي أمام السلع والخدمات. وبالرغم من أن برنامج التنمية للسنوات السبع 1964-1970 تضمّن تقليص الاعتماد على الدعم الخارجي كهدف رئيسي من أهداف البرنامج، إلا أنّ الاعتماد على المساعدات، تحديدًا من الدول العربية النفطية، تعاظم في بداية السبعينيات، وقفز حجم مساعدات دعم الموازنة من 44 مليون دينار عام 1972 إلى 210 مليون دينار عام 1978. إضافةً إلى هذا، ساعدت الطفرة النفطية على ارتفاع التدفقات النقدية من تحويلات العاملين في الخارج، حيث ارتفعت من 7.9 مليون في بداية السبعينيات لتصل إلى 236 مليون دينار عام 1980. انعكس تضخم الإنفاق الاستهلاكي المصاحب للوفرة المالية، وهيمنة القطاعات الخدمية والتوزيعية والمالية على حساب القطاعات الإنتاجية على أمرين: تركيبة القوى العاملة واتساع الفجوة بين العاصمة والمحافظات.

### الأزمة المالية
أدى تنامي المساعدات وتحويلات العاملين في الخارج في فترة السبعينيات إلى تضخم الموازنة العامة وزيادة الإنفاق الجاري. ومع انخفاض أسعار النفط في بداية الثمانينيات دخل الاقتصاد في مرحلة ركود، إذ تراجعت المساعدات المالية بشكل كبير، وتراجعت أيضا تحويلات العاملين في الخارج بسبب انخفاض الطلب على العمالة. الي أدى إلى ظهور عوامل أخرى مصاحبة للأزمة؛ مثل ظهور مشكلات تصريف حادة للبضائع المحلية، حيث تراجعت الصادرات الصناعية الصناعية الأردنية إلى العراق بسبب الحرب مع إيران، وتراجعت الصادرات الزراعية إلى السعودية ودول الخليج بسبب تمكن هذه البلاد من تطوير زراعتها وتأمين قدرٍ من الكفاية الذاتية. بالإضافة إلى هذا، شهد قطاع العقارات والسياحة والنقل والخدمات ركودًا شديدًا بسبب الأزمة المالية. ولجأت السلطة السياسية آنذاك إلى وسائل أخرى للحفاظ على مستويات الإنفاق السابقة في عهد الوفرة المالية، حيث اتجهت السلطة وبشكل كبير جدًا إلى القروض الخارجية والداخلية كبديل عن المساعدات. أدت الأزمة الاقتصادية إلى زيادة نسب البطالة وتسريح العاملين من وظائفهم وانحسار فرص العمل.
تبنت حكومة زيد الرفاعي (1985-1989) التوجه النيوليبرالي «لإنعاش» الاقتصاد الأردني وتخليصه من الأزمة. واتخذت حكومة الرفاعي جملةً من الخطوات من أجل هذا التوجه منها: تشجيع ورعاية القطاع الخاص، والعمل على تقليص دور الحكومة والقطاع العام في الحياة الاقتصادية. ومنح الرأسمال الخاص إعفاءات ضريبية كبيرة وتسهيلات وحوافز مادية جمة على حساب خزينة الدولة. وتضخيم الإنفاق الحكومي والتوسع في الإنفاق الرأسمالي، وزيادة الاعتماد بشكل غير مسبوق على الاقتراض الداخلي والخارجي لتمويل الإنفاق العام. والاستجابة التامة لمطالب صندوق النقد والبنك الدوليين المسماة بسياسات «التصحيح والتكيّف». لجأ الأردن إلى صندوق النقد الدولي بعد عجزه عن الوفاء بسداد ديونه، ووقع اتفاقيته الأولى مع الصندوق التي نصت على منح الأردن قرضًا بقيمة 275 مليون دولارًا تدفع على 18 شهرًا، وإعادة جدولة جزء من ديون الأردن الخارجية التي بلغت آنذاك ستة مليارات دولار مقابل البدء ببرنامج «التصحيح الاقتصادي» والذي، على أثره، قرر مجلس الوزراء في 15 نيسان، رفع أسعار المحروقات والسلع والمواد الغذائية بين 15 إلى 50%، وشملت الزيادة إسطوانة الغاز، البنزين، السولار، المشروبات المعدنية والغازية، السجائر، إضافة إلى رسوم ترخيص وتسجيل المركبات. كردة فعل على هذه التحولات الاقتصادية العنيفة التي شهدتها البلاد خلال السبعينات والثمانينات، انتفض الفقراء والمهمّشون في 18 نيسان 1989 في هبّة شعبية عارمة.

## الاحداث
بدأت صباح يوم الثلاثاء الموافق 18 نيسان في مدينة معان، عندما قام خمسة عشر سائقا من اصحاب السيارات العمومية واصحاب مكاتب سيارات الاجرة بالتعبير عن سخطهم على الارتفاع الجديد والكبير في أسعار المحروقات، واخذوا يدعون الناس للتضامن معهم، وسعوا للقاء محافظ معان، ولكن بسرعة التف حولهم آلاف المواطنين، وراحوا يهتفون ضد السياسات الحكومية،  وخرج الطلاب من مدارسهم.تصدت قوات الأمن للمتظاهرين بعد هاجموا مديرية الشرطة، ومحاولة اقتحام مبنى المحافظة، وقام الأمير الحسن في نفس اليوم بزيارة المدينة لاحتواء الانتفاضة من دون ان يعرب عن نية الحكومة التراجع عن قراراتها والاستجابة لمطالب المتظاهرين. وبعد الافطار - شهر رمضان- استأنف المتظاهرون تحركاتهم، وامتدت الاحتجاجات إلى مدن وقرى محافظة معان، كالشوبك، وادي موسى، الحسينية، النقب، الجفر، وإلى مدينة الطفيلة وقراها، التي شهدت مواجهات عنيفة بين المواطنين وقوات الأمن، ادت مواجهات الطفيلة إلى مقتل أحد المتظاهرين واعتقال العشرات منهم.
وفي اليوم الثاني الأربعاء 19/4/1989 استمرت المظاهرات في معان، الحسا، الجفر، البتراء، القويرة، والطفيلة وقراها، وامتدت إلى مدينة الكرك وقراها، خاصة بلدة المزار، القصر، غور الصافي، فقوع، الربة، والجديدة، إضافة إلى خروج طلاب الجامعة الاردنية واليرموك والعلوم والتكنولوجيا بمظاهرات صاخبة.
قدم المتظاهرون في الكرك عريضة موقعة من ثلاثمائة شخصية في المحافظة، بينهم نائب الكرك في البرلمان د. رياض النوايسة، ورئيس المدينة د. عبد الله الضمور، طالبوا فيها بتخفيض الاسعار ووضع حل مناسب للأزمة الاقتصادية بما ياتناسب مع مصالح الفئات الشعبية، وتشكيل حكومة منبثقة عن انتخابات نيابية نزيهة، ومحاسبة المقصرين في الاجهزة الحكومية واعادة الاموال العامة التي نهبها كبار المسؤولين، وتحويل قرار فك الارتباط مع الضفة الغربية إلى سياسة ثابتة على قاعدة التضامن الكامل مع الشعب الفلسطيني. فشددت الحكومة من حملاتها ضد المواطنين، وتسببت في مقتل عدد من الناس، وقامت باعتقال أكثر من ثلاثمائة مواطن في محافظة الكرك، وفي نفس اليوم الأربعاء اندلعت مظاهرات طلابية حاشدة في الجامعات الأردنية واليرموك والعلوم والتكنولوجيا، داخل حرم الجامعات، طالب فيها المتظاهرون بالاستجابة لمطالب التحرك الشعبي في المدن والقرى، ونددوا بسياسات الحكومة، ولكن قوبلت الاحتجاجات الطلابية بالقمع والملاحظات والاعتقالات.
وفي اليوم الثالث الخميس الموافق 20 ابريل نيسان 1989 استمرت المظاهرات واعمال الاحتجاج الشعبي في الكرك والطفيلة ومعان وقراها، وامتدت الفعاليات إلى مدينة مادبا وقراها، خاصة ذيبان، وماعين، ومن ثم امتدت المظاهرات إلى مدينة السلط، والجامعات الثلاث، واعتقلت السلطات في هذا اليوم عددا كبيرا من أبناء الكرك، والسلط، والطفيلة، ومعان، ومادبا وطلبة من الجامعات.
وفي اليوم الرابع الجمعة 21 أبريل 1989 استمرت المظاهرات في مدن وقرى الجنوب، واشتدت بشكل واضح في مدينة السلط وبلدات الفحيص، ماحص، ناعور، بيادر وادي السير، عين الباشا وقرى العدوان وحي الطفايلة وحي المعانية في عمان، وامتدت لاحقا إلى مدينة عجلون وإلى الطيبة وايدون، وكفر اسد في الشمال، وإلى عدد من المناطق التي تسكنها عشائر بني حسن في المفرق والزرقاء. وسقط العديد من الجرحى في مدينة السلط، وتم اعتقال اعداد كبيرة من مواطني المدينة وبلدات الفحيص وماحص وناعور وعين الباشا.
وفي اليوم الخامس السبت 22 نيسان 1989 اشتدت المظاهرات في مدينة السلط، وامتدت حركة الاحتجاج إلى قرى مدينة اربد، حوشا، الطيبة والزمال، ونفذت السلطات حملة اعتقالات واسعة في هذه البلدات، وشددت من حصارها في مدينة اربد والرمثا وجرش وفرضت نطاقا من الحواجز والمدرعات حولها، كما شهدت بعض أحياء عمان والجامعة الأردنية مسيرات احتجاج كرر المتظاهرون فيها مطالب الناس، وعبرت عن اصرارها وتمسكها بهذه المطالب، فيما واصلت السلطات عمليات الاعتقالات في عمان، مادبا، اربد والرمثا، وكان ابرز احداث هذا اليوم العريضة التي رفعتها عشر نقابات مهنية من اصل إحدى عشرة نقابة مهنية، هي نقابات المهندسين والمهندسين الزراعيين واطباء الاسنان والاطباء، الاطباء البيطريين، الممرضين، المحامين، الجيولوجيين، الصحافيين، والصيادلة، وكان من ابرز ما جاء في العريضة «ان المظاهرات التي اندلعت تعكس احتجاج الشعب على ظلم واستهتار حكومة كان امل الشعب ان تُستبدل منذ مدة، وتحل محلها حكومة تنبع من احاسيس قريبة من حياة الشعب ومشاكله وتتمتع بمصداقية وطنية.. الخ»، كما طالبت العريضة بمحاسبة الفاسدين والمفسدين لردع كل من تسول له نفسه التلاعب بمقدرات الوطن، وإناطة ذلك بحكومة ائتلاف وطنية قوية أمينة يراقبها برلمان منتخب بنزاهة.
وفي اليومين السادس والسابع الاحد والاثنين 23 و 24 أبريل 1989 استمر التوتر مخيما على المدن والقرى خلال اليومين بانتظار مدى استعداد الحكومة للاستجابة لمطالب الشعب، بانتهاج سياسات اقتصادية تستجيب لمصالح اوسع الفئات الشعبية وتشكيل حكومة وطنية منبثقة عن انتخابات نيابية حرة ونزيهة، فيما واصلت السلطات حملات الاعتقال. وعلى اثر ذلك تقدمت حكومة زيد الرفاعي الرابعة استقالتها

وفي تلك الفترة كان الملك الحسين بن طلال في زيارة إلى الولايات المتحدة الاميركية بدعوة رسمية من الرئيس جورج بوش عندما بلغته انباء الاضطرابات فقرر قطع زيارته والعودة للمملكة في 23 نيسان، وكان واضحا ان تغييرات جوهرية ستحدث، فالاحداث كانت أكبر من ان يمر عليها رجل دولة مخضرم كالحسين طيب الله ثراه من دون اتخاذ اجراءات وقرارات مصيرية . وعلى اثر ذلك تقدمت حكومة زيد الرفاعي استقالتها في 24 ابريل وتم تكليف الشريف زيد بن شاكر بتشكيل الحكومة في 27 ابريل 1989 حيث امرت الحكومة الجديدة على الفور باطلاق سراح المعتقلين في الاضطرابات الاخيرة . ووجه الحسين خطابا إلى الشعب الأردني، عبر شاشة التلفزيون مساء يوم الأربعاء في 26 أبريل ، كان أهم ما فيه ان النية تتجه بسرعة لاجراء انتخابات نيابية، وان النية تتجه لمراجعة ما حدث اسبابا ومسببات لاستخلاص النتائج والعبر.وأدان الملك أيضا التخريب والحرق والتدمير والقتل، وأشار إلى الضائقة التي يعيشها الأردن وقال أنها ليست وليدة الصدفة أو انعكاسا لتوجه وطني معين، وأضاف
«نعم، ربما وقع خطأ هنا، أو خطأ هناك نتيجة اجتهاد هذا المسؤول أو ذاك، لكن المدقق المنصف في هذه الأخطاء لا يمكن ان يرى فيها الا عوامل هامشية إذا ما قورنت بحجم الضائقة التي نحن بصددها».
وقد استقبل الأردنيون خطاب الحسين واقالة حكومة الرفاعي وتكليف الشريف زيد، والحديث عن انتخابات نيابية بارتياح، فمن دون ذلك ما كان للمتغيرات اللاحقة ان تأتي، خاصة المتعلقة بالانتخابات النيابية عام 1989 وقانون الأحزاب.

## روابط خارجية
- خفايا أزمة 1989 في الأردن والتدخل العسكري ضد العراق | مذكّرات رئيس الوزراء مضر بدران